# Martin Mareček
Martin Mareček (* 17. března 1974, Praha) je český režisér, dokumentarista, filmový pedagog a dramaturg.

## Život
Vystudoval Katedru dokumentární tvorby FAMU, na které od roku 2003 vede Realizační dílnu. Byl u zrodu několika společenských aktivit - Letokruh, Jednotka, Auto*Mat a působil i jako hudebník. Je jedním z nejvýznamnějších českých filmových tvůrců současné generace a jeho filmům se pravidelně dostává uznání a ocenění na mezinárodních filmových festivalech. Absolventský snímek Hry prachu  (2001) zachycuje souhry událostí okolo pražského zasedání Mezinárodního měnového fondu a Světové banky. Díky bezprostřednímu vhledu do globálních dějů na lokálním hřišti se stal Nejlepším českým dokumentem na MFDF v Jihlavě, obdržel tu i Cenu diváků a bodoval také v zahraničí. Zdroj   (2005) je napínavou analýzou souvislostí těžby ropy v Ázerbájdžánu, která měla i zpětný vliv na napravení majetkových vztahů při stavbě ropovodu BTC. Zdroj získal přes dvacet mezinárodních ocenění a v kaspickém regionu funguje jako dokumentární samizdat. Auto*Mat (2009), film gesto/ film akce, projekt překračující hranice jednoho média. Osobní příběh aktivity pro zdravější a živější město, která se z malé a poetické iniciativy postupně stává zavedenou pražskou organizací. Auto*Mat   byl v roce 2010 v internetovém hlasování České televize a  MFDF Jihlava jako Dokumentární film desetiletí a soutěžil i na prestižním japonském festivalu v Jamagatě. Jeho prozatím poslední snímek - Pod sluncem tma (2011) - zachycuje křehká dobrodružství dvou českých rozvojových expertů v zambijské osadě, kterou elektrifikovali solárními panely. Jiskřivá vizuální sonda se stala nejúspěšnějším českým dokumentárním filmem roku 2011. Vyhrála tři ceny na MFDF v Jihlavě, obdržela Cenu české filmové kritiky, Českého lva, Trilobit FITES,  i Cenu Asociace českých filmových klubů.

## Vybraná filmografie, režie
- Kapučíno (Famu, 1997, 5 minut)
- Javor 98 (Famu, 1998, 14 minut)
- Čistička divadlem (ČT, cyklus Zblízka, 1999, 55 minut, společně s Vítem Janečkem)
- Metody vejce (Famu, 1999, 28 minut)
- Svátky a slavnosti (Film a Sociologie, ČT, cyklus Vzpomínáme, 2000, 28 minut)
- Svět dětí (Film a Sociologie, ČT, cyklus Vzpomínáme, 2000, 28 minut)
- Alternativa pro alternativu (ČT, cyklus Intolerance, 2000, 28 minut)
- Hry prachu  (Bionaut, FAMU, ČT, 2002, 86 minut)
- Změna programu (ČT, cyklus Velký vůz, 2002, 28 minut)
- Artóza (ČT, magazín o výtvarném umění, 2 díly, 2002, 28 minut)
- Zdroj   (Bionaut, 2005,  77 minut)
- Auto*Mat (Bionaut, 2009, 90 minut)
- Pod sluncem tma (Hypermarket film, 2011, 81 minut)
- Dálava (2019, 76 minut)
- Síla (2021, 92 minut)

## Dramaturgie
V roli dramaturga se podílí na řadě dokumentárních filmů českých a slovenských kolegů. Vybraná dramaturgie: 
- Sejdeme se v Eurocampu (2005) - režie: Erika Hníková
- Vítejte v KLDR! (2008) - režie: Linda Kallistová Jablonská
- Nebe, peklo  (2009) - režie: David Čálek
- Rock života (2011) - režie: Jan Gogola ml.
- Doba měděná (2010) - režie: Ivo Bystřičan
- Český mír  (2010) - režie: Vít Klusák a Filip Remunda
- Zachraňte Edwardse (2010) - režie: Dagmar Smržová
- Vše pro dobro světa a Nošovic  (2010) - režie: Vít Klusák
- Nesvatbov Nesvatbov(2010) - režie: Erika Hníková
- Generace singles (2011) - režie: Jana Počtová
- Pevnost (2012) - režie: Lukáš Kokeš a Klára Tasovská
- Malá Hanoj (2012) - režie: Martina Saková
- Čtyři v tom (2012) - režie: Linda Kallistová Jablonská
- Navždy svoji (2013) - režie: Erika Hníková
- Kateřina Šedá: Jak se dělá mýtus (2013) - režie: Jan Gogola ml.
- Dál nic (2013) - režie: Ivo Bystřičan
- Velká noc (2013) - režie: Petr Hátle
- Otázky pana Lásky (2013) - režie: Dagmar Smržová
- Venku (2011) - režie: Veronika Sobková
- Český žurnál (2013) - režie: Martin Dušek, Lukáš Kokeš, Vít Klusák a Filip Remunda
- Show! (2013) - režie: Bohdan Bláhovec
- Jáma (2014) - režie: Jiří Stejskal
- Danielův svět (2014) - režie: Veronika Lišková
- Plán (2014) - režie: Benjamin Tuček
- Cukr blog (2014) - režie: Andrea Culková
- Konkurz na rodiče (2014) - režie: Alice Nellis
- Česká pivní válka (2014) - režie: Jan Látal
- Exkurze (2015) - režie: Jan Gogola ml.
- Amerika (2015) - režie: Jan Foukal
- FC Roma (2016) - režie: Tomáš Bojar, Rozálie Kohoutová
- Hranice práce (2017) - režie: Apolena Rychlíková